# Ступичненська сільська рада
Сту́пичненська сільська́ ра́да — адміністративно-територіальна одиниця та орган місцевого самоврядування в Катеринопільському районі Черкаської області. Адміністративний центр — село Ступичне.

## Загальні відомості
- Населення ради: 674 особи (станом на 2001 рік)

## Населені пункти
Сільській раді підпорядковані населені пункти:
- с. Ступичне

## Склад ради
Рада складається з 12 депутатів та голови.
- Голова ради: Степорук Наталія Максимівна
- Секретар ради: Спроба Раїса Василівна

### Керівний склад попередніх скликань
| Прізвище, ім'я, по батькові | Основні відомості                                                                 | Дата обрання | Дата звільнення |
| --------------------------- | --------------------------------------------------------------------------------- | ------------ | --------------- |
| Степорук Наталія Максимівна | Сільський голова, 1955 року народження, член Народно-демократичної партії України | 26.03.2006   | 31.10.2010      |
| Степорук Наталія Максимівна | Сільський голова, 1956 року народження, освіта середня загальна, позапартійна     | 31.10.2010   |                 |

Примітка: таблиця складена за даними сайту Верховної Ради України

### Депутати
За результатами місцевих виборів 2010 року депутатами ради стали:

#### За суб'єктами висування
| Суб'єкт висування | Кількість обраних депутатів | %   |
| ----------------- | --------------------------- | --- |
| Самовисування     | 12                          | 100 |

#### За округами
| № округу | Прізвище, ім'я, по батькові | Дата визнання обраним | Освіта  | Партійна приналежність | Відомості про обраного депутата                        |
| -------- | --------------------------- | --------------------- | ------- | ---------------------- | ------------------------------------------------------ |
| 1        | Бойко Наталія Василівна     | 31.10.2010            | середня | член Партії регіонів   | Управління соцзахисту, соцпрац                         |
| 2        | Дишлюк Павлина Андріївна    | 31.10.2010            | середня | позапартійна           | тимчасово не працює                                    |
| 3        | Гарячий Микола Петрович     | 31.10.2010            | середня | позапартійний          | СТОВ ЗК «Хорс», тракторист                             |
| 4        | Пипник Катерина Федорівна   | 31.10.2010            | середня | позапартійна           | Ступичненська сілька рада, бухгалтер                   |
| 5        | Ковтун Степан Михайлович    | 31.10.2010            | середня | член Партії регіонів   | СТОВ ЗК «Хорс», тракторист                             |
| 6        | Дзюнь Володимир Борисович   | 31.10.2010            | середня | позапартійний          | пенсіонер                                              |
| 7        | Спроба Раїса Василівна      | 31.10.2010            | вища    | позапартійна           | Ступичненська сільська рара, секретар                  |
| 8        | Бугай Тетяна Василівна      | 31.10.2010            | середня | член Партії регіонів   | приватне підприємство                                  |
| 9        | Дзерин Марія Миколаїнвна    | 31.10.2010            | середня | позапартійна           | Ступичненський фельдшерсько-акушерський пункт, фельшер |
| 10       | Сніцар Володимир Степанович | 31.10.2010            | середня | позапартійний          | СТОВ ЗК «Хорс», тракторист                             |
| 11       | Дубінська Любов Петрівна    | 31.10.2010            | середня | член Партії регіонів   | Ступичненська сільська рада, техпра-цівник             |
| 12       | Гриб Галина Робертівна      | 31.10.2010            | середня | позапартійна           | Ступичненська сільська рара, землевпорядник            |